# Lucjusz II
Lucjusz II (łac. Lucius II, właśc. Gerardo Caccianemici; ur. w Bolonii – zm. 15 lutego 1145 w Rzymie) – papież w okresie od 8 lub 12 marca 1144 do 15 lutego 1145.

## Życiorys
Gerardo Caccianemici urodził się w Bolonii jako syn Alberto dell'Orso. Następnie został członkiem kongregacji kanoników regularnych San Frediano najpierw w Lukce, a potem na Lateranie. Prawdopodobnie w marcu 1123 został mianowany przez Kaliksta II kardynałem prezbiterem kościoła Santa Croce in Gerusalemme i począwszy od 11 września 1123 pojawia się wśród sygnatariuszy bulli papieskich. W latach 1125–1126 i 1127–1128 był legatem papieża Honoriusza II w Niemczech. W trakcie pierwszej legacji, wspierał wybór Lotara III na króla Niemiec i asystował przy wyborze Norberta z Xanten na arcybiskupa Magdeburga. W 1128/29 i 1131–1133 był gubernatorem Benewentu. Uczestniczył w podwójnej papieskiej elekcji w lutym 1130 i poparł wybór Innocentego II. W następnych latach trzykrotnie służył jako jego legat w Niemczech (1130–1131, 1133–1134 i 1136). W 1137 był członkiem komisji kardynalskiej badającej legalność wyboru opata Rainaldo z Monte Cassino. W grudniu 1141 został kanclerzem Świętego Kościoła Rzymskiego. W chwili wyboru na papieża był też protoprezbiterem Kolegium Kardynałów.

## Pontyfikat

### Wybór na papieża
8 marca 1144 kardynałowie jednogłośnie obrali go na następcę Celestyna II (1143-44). Przyjął imię Lucjusz II. 12 marca 1144 otrzymał sakrę biskupią i został uroczyście koronowany przez archidiakona Gregorio Tarquini.

### Sprawy polityczne
Lucjusz II odziedziczył po swoich dwóch poprzednikach dwa problemy. Pierwszym z nich byli rzymscy mieszczanie, podburzani przez Arnolda z Brescii, którzy nie uznawali świeckiej władzy papieża. Drugim był konflikt z nominalnym wasalem papiestwa królem Roger II sycylijskim. W rozwiązywaniu obu tych spraw papież nie odniósł sukcesów. W czerwcu 1144 zawarł rozejm z Rogerem II na warunkach przez niego podyktowanych. Z kolei w Rzymie wbrew woli papieża obrano na senatora Giordano Pierleoni, brata antypapieża Anakleta II (1130-1138), a kiedy Lucjusz II zwrócił się o pomoc do króla Niemiec Konrada III, wybuchł otwarty bunt. Według zapisów kronikarskich, Lucjusz II, w trakcie walk o Kapitol, został ranny od uderzenia kamieniem i, wskutek odniesionych ran, zmarł kilka dni później, po 11 miesiącach pontyfikatu.

### Sprawy religijne
Na polu wewnątrzkościelnym Lucjusz II wspierał rozwój niedawno utworzonego zakonu premonstratensów, sprowadził benedyktynów z Cluny do klasztoru S. Saba na Awentynie i nadał kościół tytularny S. Croce in Gerusalemme kanonikom regularnym kongregacji San Frediano. Mianował 12 kardynałów na dwóch konsystorzach. Przyjął Portugalię jako lenno Stolicy Piotrowej, a także potwierdził prymat Toledo nad nią.